# Frankenhöhe
Frankenhöhe – wyżyna Średniogórza Niemieckiego w bawarsko-frankońskiej części Wyżyny Meńsko-Neckarskiej w połowie drogi między Heilbronnem a Norymbergą na granicy Środkowej Frankonii i Wirtembergii. Prawie cała Frankenhöhe znajduje się w Bawarii, tylko mała część w Badenii-Wirtembergii. Najwyższym wzniesieniem jest Hornberg (554 m n.p.m.). Przedłużeniem Frankenhöhe na północ jest Steigerwald, a na południe Frankenalb. Region jest chroniony w ramach parku krajobrazowego (niem. Naturpark Frankenhöhe). Na południowych stokach uprawia się winorośla.

## Miejscowości
Miejscowości leżące na Frankenhöhe:
- Burgbernheim
- Colmberg
- Crailsheim
- Diebach
- Dombühl
- Feuchtwangen
- Fichtenau
- Kreßberg
- Marktbergel
- Markt Erlbach
- Obernzenn
- Satteldorf
- Schillingsfürst
- Schnelldorf
- Stimpfach
- Trautskirchen
- Wettringen
- Wörnitz

## Rzeki
Liczne rzeczki mają źródła na Frankenhöhe:
- Altmühl
- Wörnitz
- Sulzach
- Jagst
- Tauber
- Aisch
- Mittlere Aurach
- Bibert
- Fränkische Rezat

## Zamki
Liczne zamki są na Frankenhöhe:
- Zamek w Ipsheim
- Zamek w Colmberg